# Exotic Tour/Summer Tour '94
Exotic Tour/Summer Tour '94 - дванадцятий концертний тур британської групи Depeche Mode.

## Треклист
1. Rush
2. Halo
3. Behind the Wheel
4. Everything Counts
5. World in My Eyes
6. Walking in My Shoes
7. Stripped
8. Condemnation
9. Judas
10. A Question of Lust
11. Waiting for the Night
12. One Caress
13. I Want You Now
14. One Caress
15. Somebody
16. In Your Room
17. Never Let Me Down Again
18. I Feel You
19. Personal Jesus
20. Somebody
21. Fly on the Windscreen
22. Enjoy the Silence
23. Policy of Truth
24. Clean
25. A Question of Time

## Концерти
1. 9 лютого 1994 - Йоганнесбург (Південна Африка)
2. 11 лютого 1994 - Йоганнесбург (Південна Африка)
3. 12 лютого 1994 - Йоганнесбург (Південна Африка)
4. 14 лютого 1994 - Йоганнесбург (Південна Африка)
5. 15 лютого 1994 - Йоганнесбург (Південна Африка)
6. 18 лютого 1994 - Кейптаун (Південна Африка )
7. 19 лютого 1994 - Кейптаун (Південна Африка)
8. 22 лютого 1994 - Дурбан (Південна Африка)
9. 23 лютого 1994 - Дурбан (Південна Африка)
10. 25 лютого 1994 - Йоганнесбург (Південна Африка)
11. 26 лютого 1994 - Йоганнесбург (Південна Африка)
12. 1 березня 1994 - Сінгапур
13. 5 березня 1994 - Перт (Австралія)
14. 7 березня 1994 - Аделаїда (Австралія)
15. 8 березня 1994 - Мельбурн (Австралія)
16. 10 березня 1994 - Брисбен (Австралія)
17. 12 березня 1994 - Сідней (Австралія)
18. 16 березня 1994 - Гонконг (Гонконг)
19. 18 березня 1994 - Маніла (Філіппіни)
20. 19 березня 1994 - Маніла (Філіппіни)
21. 25 березня 1994 - Гонолулу (США)
22. 26 березня 1994 - Гонолулу (США)
23. 4 квітня 1994 - Сан-Паулу (Бразилія)
24. 5 квітня 1994 - Сан-Паулу (Бразилія)
25. 8 квітня 1994 - Буенос-Айрес (Аргентина)
26. 10 квітня 1994 - Сантьяго (Чилі)
27. 14 квітня 1994 - Сан-Хосе (Коста-Рика)
28. 16 квітня 1994 - Монтеррей (Мексика)
29. 12 травня 1994 - Сакраменто (США)
30. 14 травня 1994 - Сан-Франциско (США)
31. 15 травня 1994 - Конкорд (США)
32. 17 травня 1994 - Лас-Вегас (США)
33. 18 травня 1994 - Фінікс (США)
34. 20 травня 1994 - Laguna Hills (США)
35. 21 травня 1994 - Сан-Бернардіно (США)
36. 24 травня 1994 - Солт-Лейк-Сіті (США)
37. 26 травня 1994 - Денвер (США)
38. 28 травня 1994 - Канзас-Сіті (США)
39. 29 травня 1994 - Сент-Луїс (США)
40. 31 травня 1994 - Сан-Антоніо (США)
41. 1 червня 1994 - Х'юстон (США)
42. 3 червня 1994 - Даллас (США)
43. 5 червня 1994 - Білоксі (США)
44. 8 червня 1994 - Шарлотта (США)
45. 9 червня 1994 - Атланта (США)
46. 11 червня 1994 - Чикаго (США)
47. 12 червня 1994 - Клівленд (США)
48. 14 червня 1994 - Колумбія (США)
49. 16 червня 1994 - Wantaugh (США)
50. 17 червня 1994 - Wantaugh (США)
51. 20 червня 1994 - Торонто (Канада)
52. 21 червня 1994 - Монреаль ( Канада)
53. 23 червня 1994 - Бостон (США)
54. 24 Червня 1994 - Холмдел (США)
55. 26 червня 1994 - Саратога-Спрінгс (США)
56. 28 червня 1994 - Філадельфія (США)
57. 29 червня 1994 - Піттсбург (США)
58. 1 липня 1994 - Колумб (США)
59. 3 липня 1994 - Детройт (США)
60. 4 липня 1994 - Детройт (США)
61. 6 липня 1994 - Цинциннаті (США)
62. 7 липня 1994 - Мілвокі (США)
63. 8 липня 1994 - Індіанаполіс (США)